# Japi
Japi là một đô thị thuộc bang Rio Grande do Norte, Brasil. Đô thị này có diện tích 188,99 km², dân số năm 2007 là 6517 người, mật độ 34,5 người/km².